# Asgarby (East Lindsey)
Asgarby – przysiółek w Anglii, w Lincolnshire. Leży 36,5 km od Lincoln i 185,8 km od Londynu.
W 1961 roku civil parish liczyła 22 mieszkańców. Asgarby jest wspomniana w Domesday Book (1086) jako Asgerebi.